# Geoffrey Dummer
Geoffrey William Arnold Dummer (25 de febrero de 1909 – 17 de septiembre de 2002) fue un consultor e ingeniero electrónico británico quien es acreditado como la primera persona en conceptualizar y construir un prototipo de un circuito integrado, comúnmente llamados microchips, a finales de 1940 y principios de 1950. Dummer pasó sus primeros entrenamientos de radar y se convirtió en un pionero en la fiabilidad de sistemas en el Telecommunications Research Establishment (TRE por sus siglas en inglés) de Malvern en 1940.
Nacido en Hull, Dummer estudió ingeniería eléctrica en el colegio de tecnología de Mánchester iniciándolos a principios de 1930. Para inicios de 1940 estuvo trabajando en el Telecommunications Research Establishment de Malvern (que luego se convirtió en el Royal Radar Establishment).
Sus trabajos, junto a otros colegas, en el TRE lo llevaron a creer que era posible fabricar múltiples elementos de circuitos y ensamblarlos en sustancias como el silicio. En 1952 presentó su trabajo en una conferencia en Washington D. C., cerca de unos seis años antes de que Jack Kilby de Texas Instruments obtuviera una patente básicamente por la misma idea, por lo que se le conoce como "El Profeta del Circuito Integrado".
Dummer fue ingresado en un asilo de ancianos en Malvern en el año 2000 a causa de una derrame cerebral y murió en septiembre de 2002, a la edad de 93 años.

## Vida
Primeros Años
G.W.A. Dummer nació en Hull, Yorkshire, Inglaterra, el 25 de febrero de 1909 y fue educado en el Sale High School and Manchester College of Technology. Su primer empleo fue en Mullard Radio Valve Company en 1931 examinando válvulas defectuosas devueltas por clientes a causa de fallos establecidos; el propósito de la compañía era atribuir la causa al manejo robusto a fin de evitar suplir repuestos de manera gratuita. Se esperaba que los Técnicos procesaran hasta 1000 válvulas por día.
En 1935 fue movido a A. C. Cossor Ltd para trabajar con tubos de rayos catódicos, base de tiempo y circuitos. En 1938 fue movido a Salford Electrical Instruments y movido a Hight Frecuency Laboratories. Al siguiente año trabajó en el ministerio de defensa como oficinista técnico devengando un salario de £250 y trabajó con el team under R. J. Dippy en bases de tiempo en el Air Ministry Research Establishment (luego conocido como el communications Research Establishment, The Royal Radar Establishment (RRE), Malvern and the Royal Signals and Radar Establishment). El grupo fue responsable del primer plan position indicator (plan Indicador de posición) una vez construido y le fueron concedidas dos patentes por su trabajo.

## Segunda Guerra Mundial
El ritmo de desarrollo incrementó dramáticamente durante el inicio de la guerra para el personal de RRE, Malvern, y se estableció una estrecha relación de trabajo con la Royal Air Force. En 1942 Geoffrey Dummer inició el proyecto de un entrenador sintético de diseño grupal, y fue responsable del diseño, manufactura, instalación y servicio de 70 tipos de equipos de radar de entrenamiento para servir durante la guerra. En 1943 visitó los Estados Unidos y Canadá para avisar a entrenadores y ayudar a establecer equipos de entrenamiento similares en Estados Unidos.

## Unidad Para La Fiabilidad de los Componentes
En 1944 había sido hecho líder divisional de los Physical & Tropical Testing Laboratories y del Component Group, que colocó contactos con industrias para nuevos componentes y materiales. Su interés por los componentes surgió a partir su experiencias con radares. "ellos eran los ladrillos y el mortero, y muchos de ellos no eran tan fiables como deberían haber sido" dijo. Fuera de esta unidad para la fiabilidad vinieron investigaciones para nuevas técnicas y métodos de construcción. Junto con el Doctor A. C. Vivian hizo el primer circuito de maceta plástica en enero de 1947 con el fin de proteger los componentes de golpes y de la humedad. Métodos de cableado impreso y técnicas de Aguafuerte fueron explorados, y su uso fueron orientados hacia los equipos de radar.

## Circuitos integrados
En 1952 Geoffrey Dummer lee un reporte de investigación en la US Electronic Components Symposium. Al final de su lectura declaró:
"Generalmente con el advenimiento del transistor y el trabajo orientado a los semiconductores, parece que ahora es posible concebir un equipo electrónico dentro de un bloque sólido sin conexiones de alambres. El bloque puede consistir en capas de materiales aislantes, conductores, rectificadores y amplificadores, las funciones electrónicas son conectados directamente cortando áreas de varias capas".
Este texto es considerado como la primera publicación que describe un circuito integrado. Tiempo más tarde agregó: "Me pareció bastante lógico para mi; habíamos estado trabajando con componentes cada vez más y más pequeños, la mejora de la fiabilidad así como la reducción del tamaño. Yo pensé que la única forma con la que podríamos alcanzar nuestro objetivo fue con la forma de un bloque sólido. De esta manera se erradican los problemas de contacto, lo que se obtiene es un circuito de menor tamaño y de alta fiabilidad, y es por esto que pusimos manos a la obra, sacudí la industria hasta los huesos. Trataba de entender cuan importante podría ser la invención para el futuro de la microelectrónica y la economía nacional".
Su habilidad para convertir su idea del circuito integrado en un realidad práctica estuvo limitada por la falta de responsabilidad para las unidades activas y la falta de técnicas sustituibles de manufacturas.